# Sociedade Brasileira de Malacologia
A Sociedade Brasileira de Malacologia (SBMa) é uma organização científica brasileira dedicada ao estudo, pesquisa, conservação e disseminação do conhecimento sobre moluscos. Fundada em 1969, a sociedade reúne pesquisadores, estudantes e entusiastas da malacologia de todo o Brasil, promovendo atividades que estimulam o avanço das ciências biológicas e ecológicas relacionadas a este grupo de organismos.
Os principais objetivos da Sociedade Brasileira de Malacologia são reunir estudiosos, profissionais e amadores da malacologia e ciências relacionadas; incentivar o estudo dos moluscos e promover o conhecimento sobre eles em todos os níveis; adotar medidas viáveis para preservar a malacofauna do Brasil; organizar o Encontro Brasileiro de Malacologia a cada dois anos; registrar as coleções malacológicas brasileiras; e representar os malacologistas em eventos.
A SBMa organiza o Encontro Brasileiro de Malacologia (EBRAM), um dos principais fóruns para discussão de temas relacionados a moluscos no Brasil. Até o momento, 28 encontros foram realizados. Em cada evento, os resultados das pesquisas de membros da sociedade e de outros pesquisadores são apresentados na forma de comunicações orais, pôsteres, palestras e discussões em painéis, entre outros. Além disso, o EBRAM conta com conferências, cursos, workshops, visitas técnicas e outras atividades que abrangem virtualmente todas as abordagens da malacologia, incluindo anatomia e morfologia, arqueologia, biodiversidade, biogeografia, cultivo, conquiliologia, ecologia, evolução, etnologia, fisiologia, genética, filogenia, patologia, paleontologia, ciências ambientais, reprodução e desenvolvimento, taxonomia, sistemática e educação.
A sociedade publica o Informativo da Sociedade Brasileira de Malacologia, uma revista de notícias que tem como objetivo divulgar as pesquisas mais recentes sobre moluscos desenvolvidas por pesquisadores brasileiros e fornecer comunicações de interesse para a comunidade malacológica brasileira.
O logo original da Sociedade Brasileira de Malacologia foi baseado em uma fotografia da concha de Titanostrombus goliath, também conhecida como a búzio-de-chapéu, uma grande espécie endêmica de caramujo marinho encontrada ao longo da costa nordeste do Brasil. O design do logo na época foi desenvolvido pelo Setor de Malacologia do Museu Nacional do Rio de Janeiro, de acordo com as resoluções do VI Encontro Brasileiro de Malacologia, realizado em Rio Grande, em julho de 1979.
Em 2013, durante o XXIII Encontro Brasileiro de Malacologia, com o objetivo principal de modernizar e buscar um logo mais adequado às ferramentas gráficas atuais, foi tomada a decisão de alterar o símbolo da SBMa. Por meio da vetorização da imagem, a famosa e icônica fotografia do búzio-de-chapéu foi redesenhada em formas mais suaves e arredondadas, com a sigla, o nome completo e o ano de fundação da Sociedade no topo. Atualmente, o logo atual é exibido no site da Soci
1. ↑  «A Sociedade Brasileira de Malacologia». Sociedade Brasileira de Malacologia Official Website. Rio de Janeiro, Brazil: Sociedade Brasileira de Malacologia. Consultado em 19 December 2024 Verifique data em: |acessodata= (ajuda)
2. ↑  «Estatuto da Sociedade Brasileira de Malacologia – Sociedade Brasileira de Malacologia». Sociedade Brasileira de Malacologia Official Website. Rio de Janeiro, Brazil: Sociedade Brasileira de Malacologia. Consultado em 19 December 2024 Verifique data em: |acessodata= (ajuda)
3. ↑  «Ebram – Sociedade Brasileira de Malacologia». Sociedade Brasileira de Malacologia Official Website. Rio de Janeiro, Brazil: Sociedade Brasileira de Malacologia. Consultado em 19 December 2024 Verifique data em: |acessodata= (ajuda)
4. ↑  «Informativos – Sociedade Brasileira de Malacologia». Sociedade Brasileira de Malacologia Official Website. Rio de Janeiro, Brazil: Sociedade Brasileira de Malacologia. Consultado em 19 December 2024 Verifique data em: |acessodata= (ajuda)
5. 1 2  «Simbolo da SBMa – Sociedade Brasileira de Malacologia». Sociedade Brasileira de Malacologia Official Website. Rio de Janeiro, Brazil: Sociedade Brasileira de Malacologia. Consultado em 19 December 2024 Verifique data em: |acessodata= (ajuda)